# 南卡羅來納州第三志願步兵團
南卡羅來納州第三志願步兵團（3rd South Carolina Volunteer Infantry Regiment）是美國南北戰爭時邦聯軍隊中的一支步兵團。

## 成立
1861年2月南卡羅來納州第三步兵團成立。一共有10個連。

## 隸屬
南卡州第三步兵團是第一兵團中，約瑟夫·科曉准將之軍旅中的一個步兵團，參與過不少主要戰役。
此步兵團亦曾效力田納西軍團，在西部戰場作戰。

## 戰役
- 第一次馬納沙斯之役
- 魯文斯維爾之役
- 約克鎮之役
- 威廉斯堡之役
- 莫爾文山之役
- 安提耶坦戰役
- 弗德堡之役
- 錢斯勒斯維爾之役
- 葛底斯堡之役
- 安提耶坦溪戰役
- 奇克莫加之役(Battle of Chickamauga)
- 莽原之役
- 史波特斯凡尼亞郡府之役
- 北安娜之役
- 冷港之役
- 彼得斯堡之役
- 查理斯鎮之役
- 細德溪之役

## 著名人物
中校威廉‧陸斯佛得( William Drayton Rutherford)是此步兵團的英勇將領之一，死於斯特拉斯堡。他為家鄉的妻子寫了不少信件，由於受過良好的教育，當中有一些名言成了南方的重要字詞。
如：Truth is a jewel here whose face is rarely seen, it's contrary to order almost to tell it.

## 外部連結
- 南卡羅來納州第三志願步兵團之歷史 （页面存档备份，存于）
- 南卡羅來納州第三志願步兵團之歷史
- 威廉·陸斯佛得之歷史 （页面存档备份，存于）
- 威廉·陸斯佛得的書信 （页面存档备份，存于）